# Carrboro

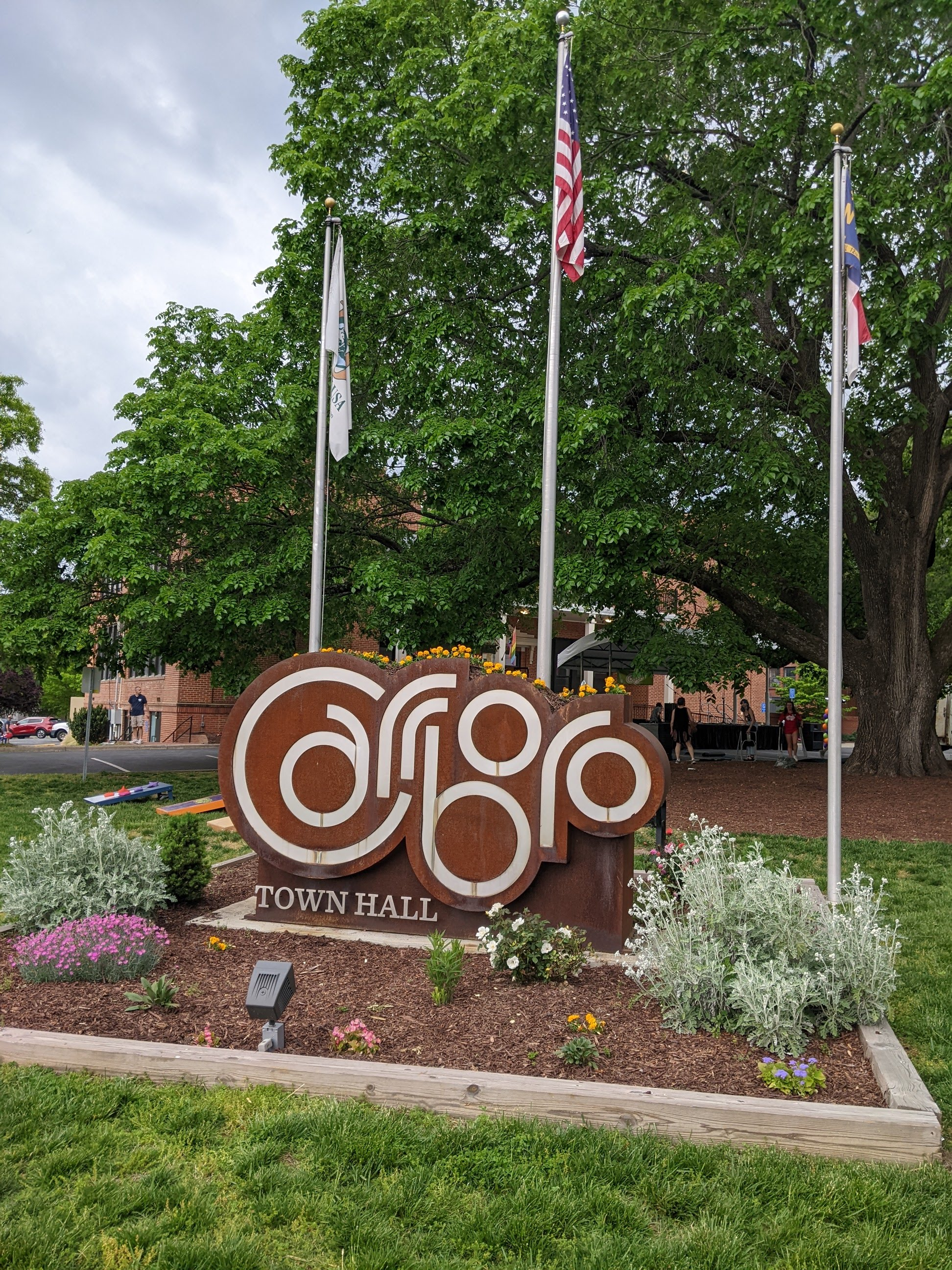

Carrboro est une ville du comté d'Orange, dans l’État de Caroline du Nord, aux États-Unis. Sa population était de 21 295 habitants au recensement de 2020. La ville fait partie des soi-disant  Research Triangle (en français "triangle de recherche"), qui se composent des villes de Durham, Raleigh, Chapel Hill et Carrboro. Il se trouve directement à l'ouest de Chapel Hill, qui abrite University of North Carolina at Chapel Hill, qui est la deuxième plus grande université de Caroline du Nord avec environ 30 000 étudiants.

## Galerie photographique

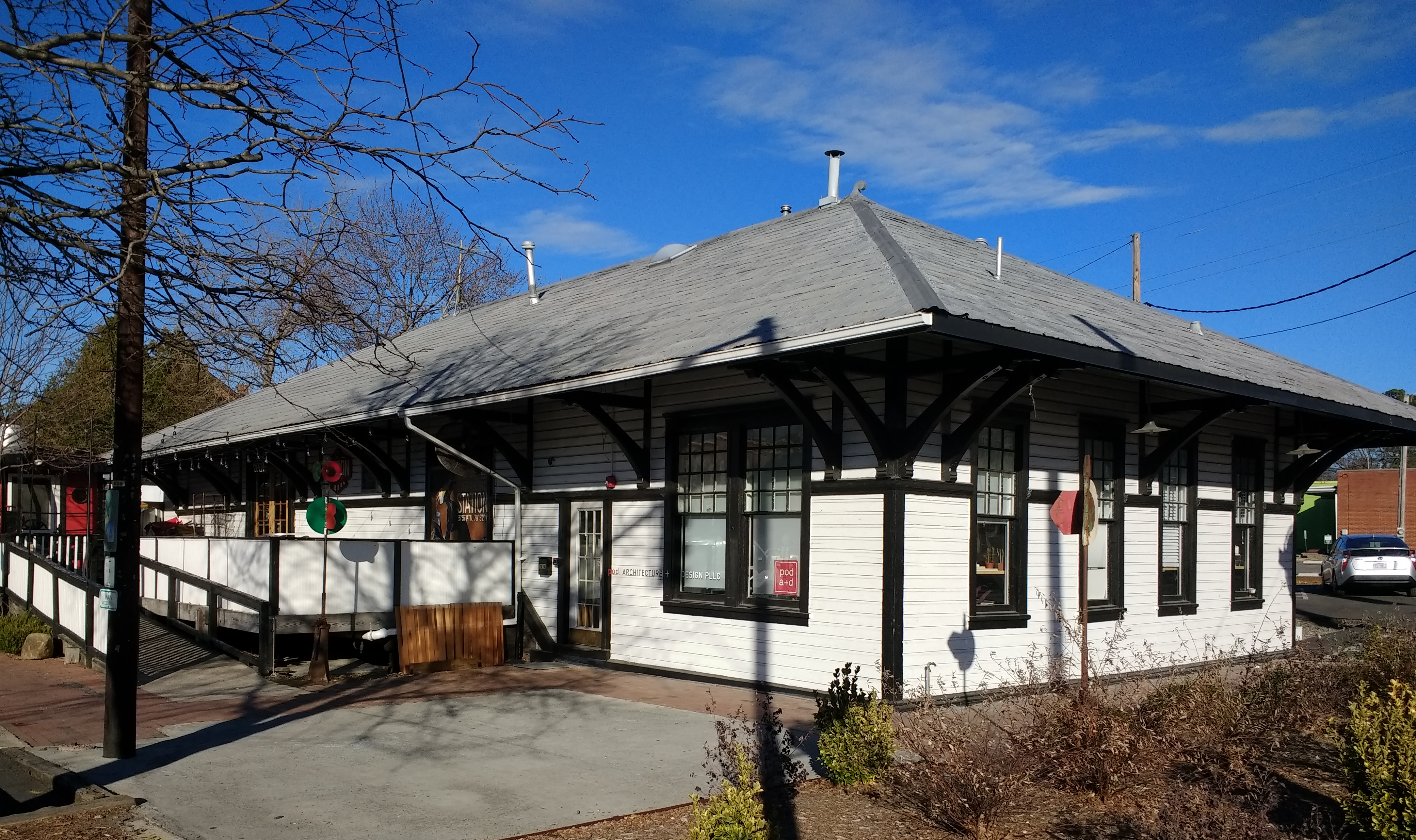

## Démographie
| 1920  | 1930  | 1940  | 1950  | 1960  | 1970  |
| ----- | ----- | ----- | ----- | ----- | ----- |
| 1 129 | 1 242 | 1 455 | 1 795 | 1 997 | 5 058 |

| 1980  | 1990   | 2000   | 2010   | - | - |
| ----- | ------ | ------ | ------ | - | - |
| 7 336 | 12 134 | 16 782 | 19 582 | - | - |